# Großmaischeid
Großmaischeid (mundartlich: Grußmäschd, Mäschd oder Maischeid) ist eine mittelgroße Ortsgemeinde im Landkreis Neuwied im nördlichen Rheinland-Pfalz.
Großmaischeid ist mit rund 2.500 Einwohnern die größte Ortsgemeinde in der Verbandsgemeinde Dierdorf. Sie liegt nahe dem Naturpark Rhein-Westerwald und hat eine direkte Anbindung an die A 3 zwischen den Ballungsräumen Köln und Frankfurt.

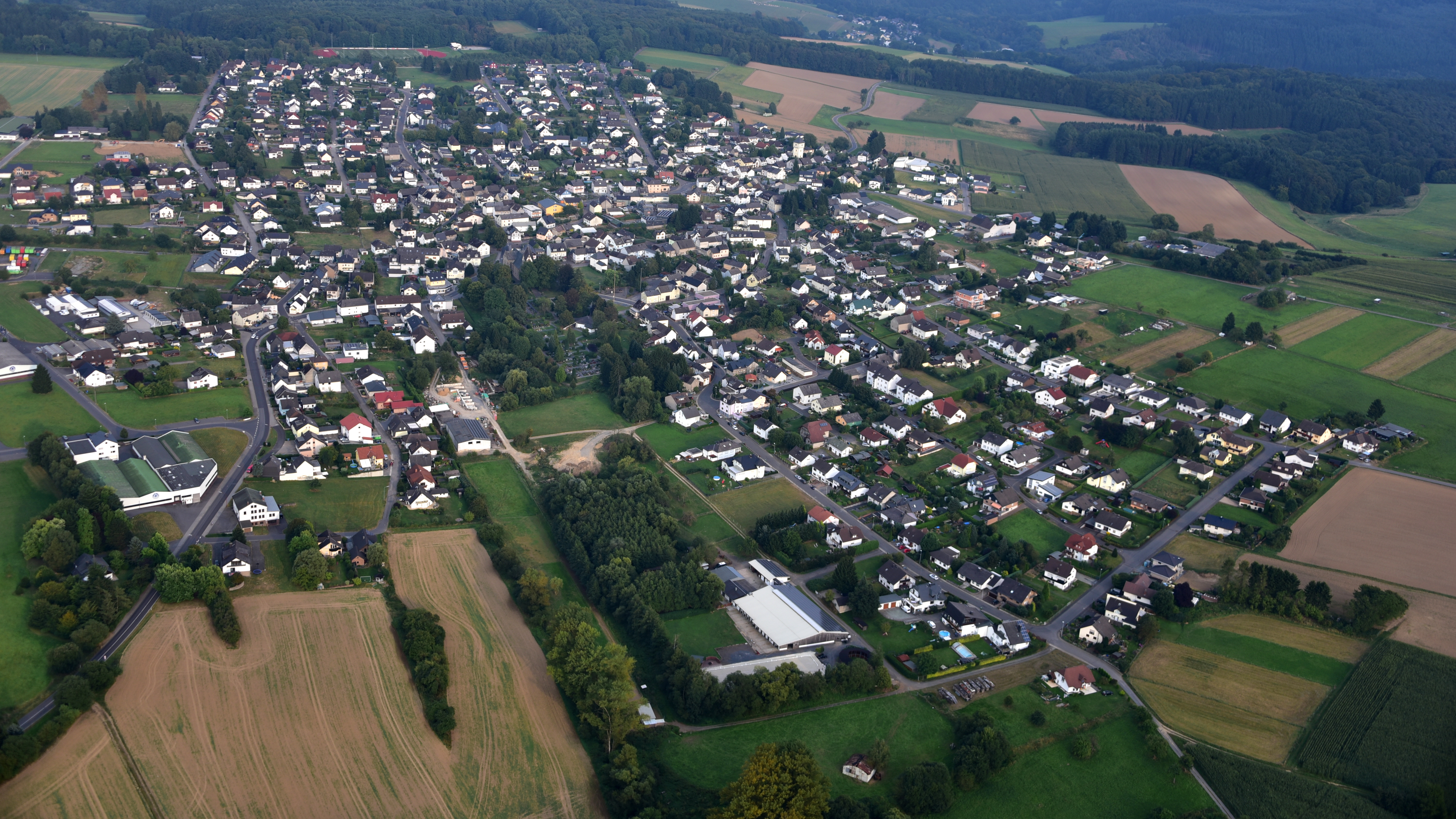
Großmaischeid, Luftaufnahme (2016)

## Geographie

### Geographische Lage
Großmaischeid liegt im Westerwald im nördlichen Rheinland-Pfalz im Landkreis Neuwied, nahe dem Mittelzentrum Neuwied und dem Oberzentrum Koblenz. Großmaischeid hat eine günstige wirtschaftliche Lage zwischen den Ballungsräumen Köln und Frankfurt am Main und als Nachbarort von Kleinmaischeid auch eine touristisch attraktive Lage, da Kleinmaischeid einst der Mittelpunkt der 25 Mitgliedsstaaten von Europa war. Lokal gesehen liegt Großmaischeid südwestlich der Stadt Dierdorf im Naturpark Rhein-Westerwald, auf einem von Osten nach Westen zum Tal des Ommelsbach abfallenden Gelände.
Zur Ortsgemeinde Großmaischeid gehören die Ortsteile Großmaischeid und Kausen sowie die Wohnplätze Ommelsbachermühle und das Jagdschloss Sayneck.

### Umliegende Gemeinden und Städte
Unmittelbare Nachbargemeinden:
- Stebach (2 km)
- Kleinmaischeid (2 km)
- Großmaischeid-Kausen (3 km)

Die nächsten Städte:
- Dierdorf (5 km)
- Selters (Westerwald) (14 km)
- Neuwied (20 km)

Die nächsten Großstädte:
- Koblenz (28 km)
- Bonn (63 km)
- Köln (82 km)

## Geschichte
Eine erste Besiedlung Großmaischeids fand bereits in der mittleren Bronzezeit statt (1550–1200 v. Chr.). Dies belegen die beim Bau der Autobahn (1937–1939) entdeckten Hügelgräber zwischen Giershofen und Großmaischeid. Im Jahre 80 n. Chr. errichteten die Römer den Grenzwall Limes, der etwa 6 km südwestlich von Großmaischeid verlief. Die heutige Gemarkung Großmaischeid war vor der Besiedlung bewaldet. Es war eine Naturlandschaft, die wahrscheinlich in der Zeit 850 bis 1300 n. Chr. gerodet wurde.
Die erste urkundliche Erwähnung als Metscheid erfolgte am 20. Januar 1148 durch eine Bestätigungsurkunde der Abtei Laach (heute Abtei Maria Laach) von Papst Eugen III.
Der Papst erwähnte in diesem Schreiben an den Laacher Abt Gilbert († 1152) den salischen Zehnten (decimae salicae) zu Maischeid, der auf eine Schenkung des Rembold I. von Isenburg (1070–1116) zurückgeführt wurde. Diese Schenkung diente offensichtlich zur Güterausstattung des 1093 gegründeten Klosters Laach.

## Einwohnerentwicklung
Die Entwicklung der Einwohnerzahl von Großmaischeid; die Werte von 1871 bis 1987 beruhen auf Volkszählungen:
| Jahr | Einwohner |
| ---- | --------- |
| 1815 | 560       |
| 1835 | 867       |
| 1871 | 917       |
| 1905 | 1.029     |
| 1939 | 1.297     |
| 1950 | 1.367     |
| 1961 | 1.559     |

| Jahr | Einwohner |
| ---- | --------- |
| 1965 | 1.704     |
| 1970 | 1.747     |
| 1975 | 1.772     |
| 1980 | 1.876     |
| 1985 | 1.873     |
| 1987 | 1.848     |
| 1990 | 1.928     |

| Jahr | Einwohner |
| ---- | --------- |
| 1995 | 2.168     |
| 2000 | 2.396     |
| 2005 | 2.457     |
| 2010 | 2.351     |
| 2015 | 2.348     |
| 2022 | 2.334     |

## Politik

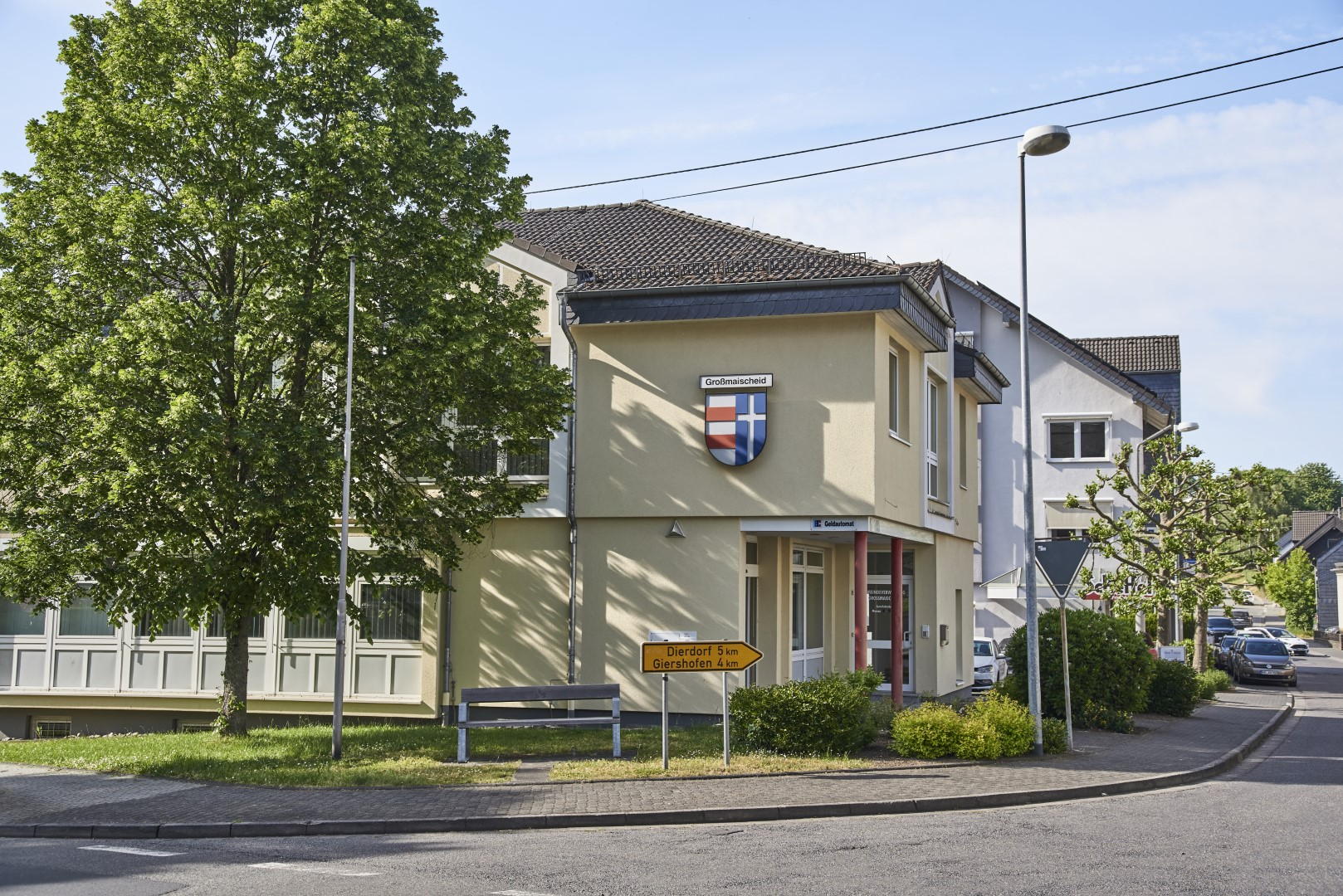
Rathaus Großmaischeid

### Bürgermeister
Guido Kern (SPD) wurde am 14. August 2019 Ortsbürgermeister von Großmaischeid. Bei der Direktwahl am 26. Mai 2019 war er für fünf Jahre gewählt worden.
Sein Vorgänger Uwe Engel (SPD) hatte nach zehn Jahren im Amt nicht erneut kandidiert.
Kern wurde im Juni 2024 wiedergewählt.

### Wappen
| Wappen von Großmaischeid | Blasonierung: „Spätgotischer Halbrundschild von Silber vor Blau gespalten; vorn zwei rote Balken, hinten ein durchgehendes Hochkreuz.“ |
| Wappen von Großmaischeid | Wappenbegründung: Der vordere Teil bezieht sich auf das Wappen der Herrschaft Nieder-Isenburg, zu der bis 1664 die Orte Großmaischeid und Kausen gehörten und stellt die Isenburgischen Grundfarben des Remboldstammes dar. Die horizontalen Querbinden oder Balken sind im alten Gerichtssiegel der Gemeinde Großmaischeid zu finden. Der hintere Teil zeigt ein Kreuz, das ein altes christliches Kirchspiel symbolisiert und sich an eine Darstellung im linken gotischen Fenster der Apsis in der Pfarrkirche des Ortes anlehnt. |

### Gebietsreform 1974
Im Rahmen der mit Wirkung vom 17. März 1974 ausgeführten Gebietsreform in Rheinland-Pfalz wurde die bis dahin selbstständige Gemeinde Kausen in die Ortsgemeinde Großmaischeid eingegliedert.

## Kultur

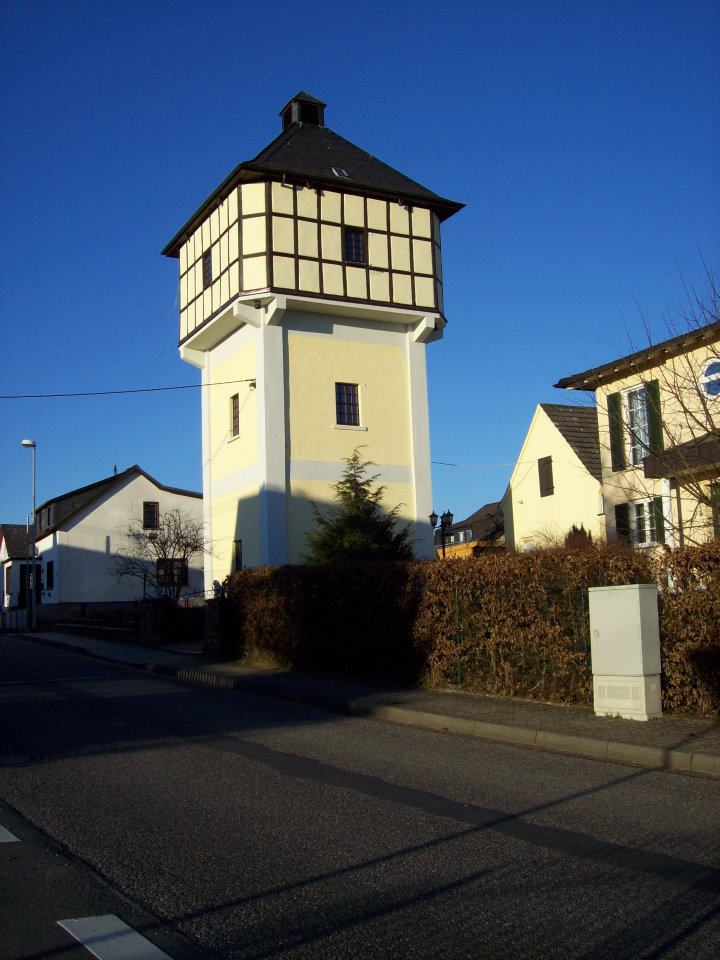
Wasserturm Großmaischeid

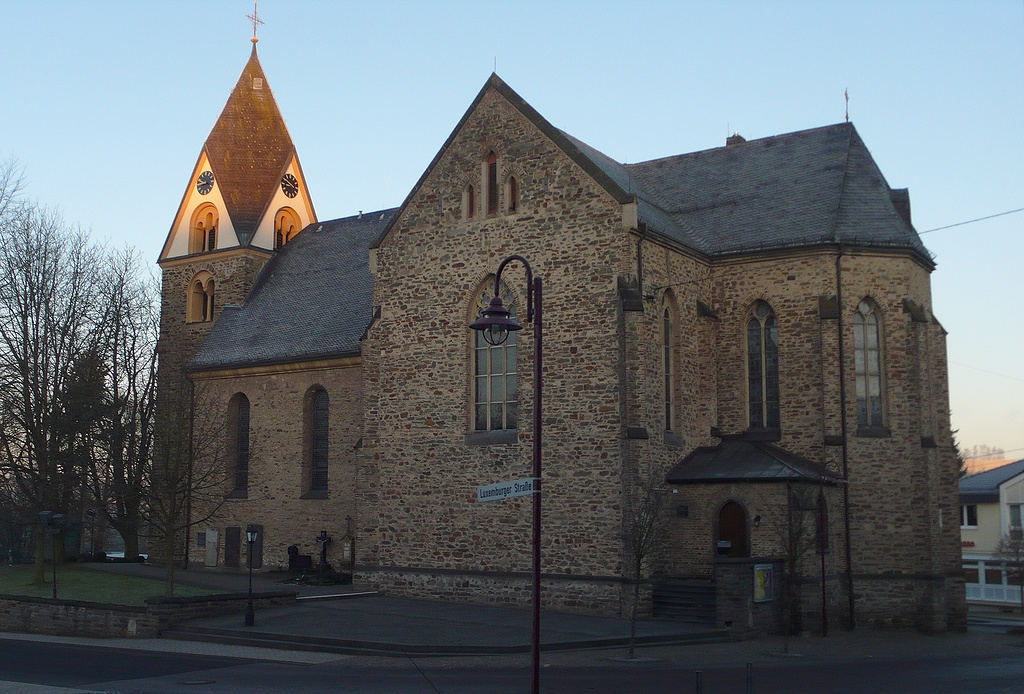
Römisch-katholische Pfarrkirche St. Bonifatius

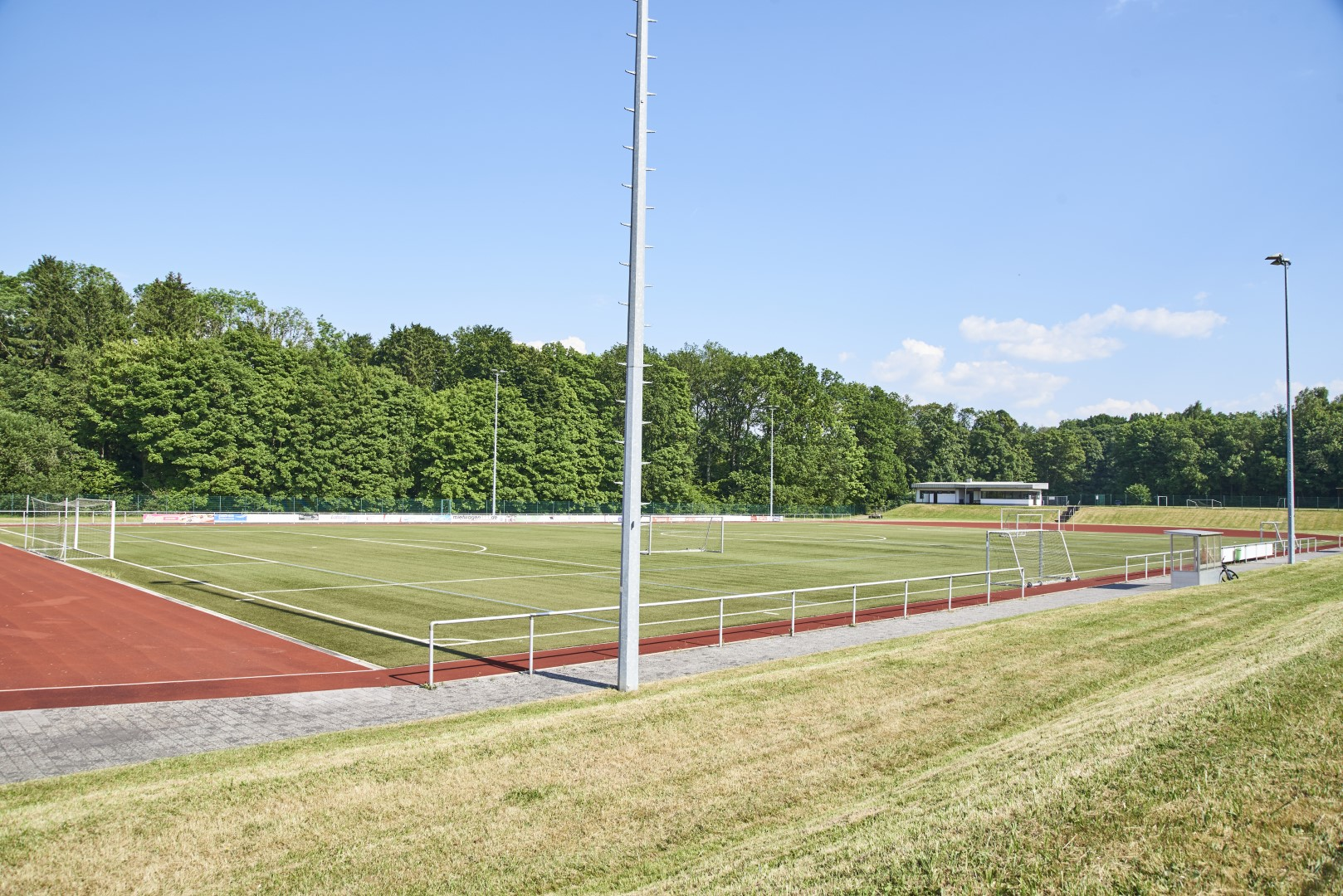
Waldstadion Großmaischeid

### Bauwerke

#### Großmaischeid
- der Wasserturm Großmaischeid wurde 1922/23 gebaut und wurde von 1924 bis 1968 genutzt. Er wurde im Jahre 2007 renoviert und steht inzwischen unter Denkmalschutz. Der Wasserturm ist eine Sehenswürdigkeit, in dem heute kulturelle Veranstaltungen stattfinden.

- die römisch-katholische Pfarrkirche St. Bonifatius mit einem romanischen Westturm. Das Langhaus wurde 1716/17 erbaut, das neugotische Querhaus und Chor 1875/76.
- das älteste Haus Großmaischeids steht in der Poststraße. Man geht davon aus, dass der Fachwerkbau um das Jahr 1700, oder früher, auf noch älteren Grundmauern aufgeschlagen wurde.

#### Gemarkung
- südwestlich der Ortslage, oberhalb der Sayn: Jagdschloss Sayneck
- südwestlich der Ortslage: Wegekapelle; steinsichtig verputzter Bruchsteinbau, wohl aus dem 18. Jahrhundert

#### Großmaischeid-Kausen
- Hohlstraße 8: Fachwerk-Quereinhaus, teilweise massiv, 18. Jahrhundert

#### Gemarkung
- westlich oberhalb der Ortslage an der Straße nach Großmaischeid: Wegekreuz; Schaftkreuz, Basalt, bezeichnet 1851

### Musik
In Großmaischeid gibt es einen Spielmannszug, der 2015, mit dem „2. Mäschder Sommerkarneval“, sein 65-jähriges Bestehen feierte.
Daneben gibt es mit dem "Blasorchester Maischeid & Stebach" einen Musikverein. Das Blasorchester gründete sich 2007 als Zusammenschluss aus den ehemals eigenständigen Musikvereinen Maischeid und Stebach.

### Sport und Freizeit
Seit August 2012 verfügt Großmaischeid über einen Kunstrasenplatz (vorher Hartplatz).
Des Weiteren gibt es mehrere Reiterhöfe, einen Reitplatz, einen Hundeplatz, einen Tennisplatz, eine Turnhalle, eine ADTV Tanzschule, eine große Grillhütte und mehrere Spielplätze.

### Regelmäßige Veranstaltungen
- Veilchendienstagszug
- Große Zeltkirmes „Mäschder Quätsche-Kärmes“
- Martinsfeier
- Weihnachtlicher „Plätzchenmarkt“
- „Mäschder Sommerkarneval“ (Jubiläum des Spielmannszugs; alle fünf Jahre)

## Wirtschaft und Infrastruktur

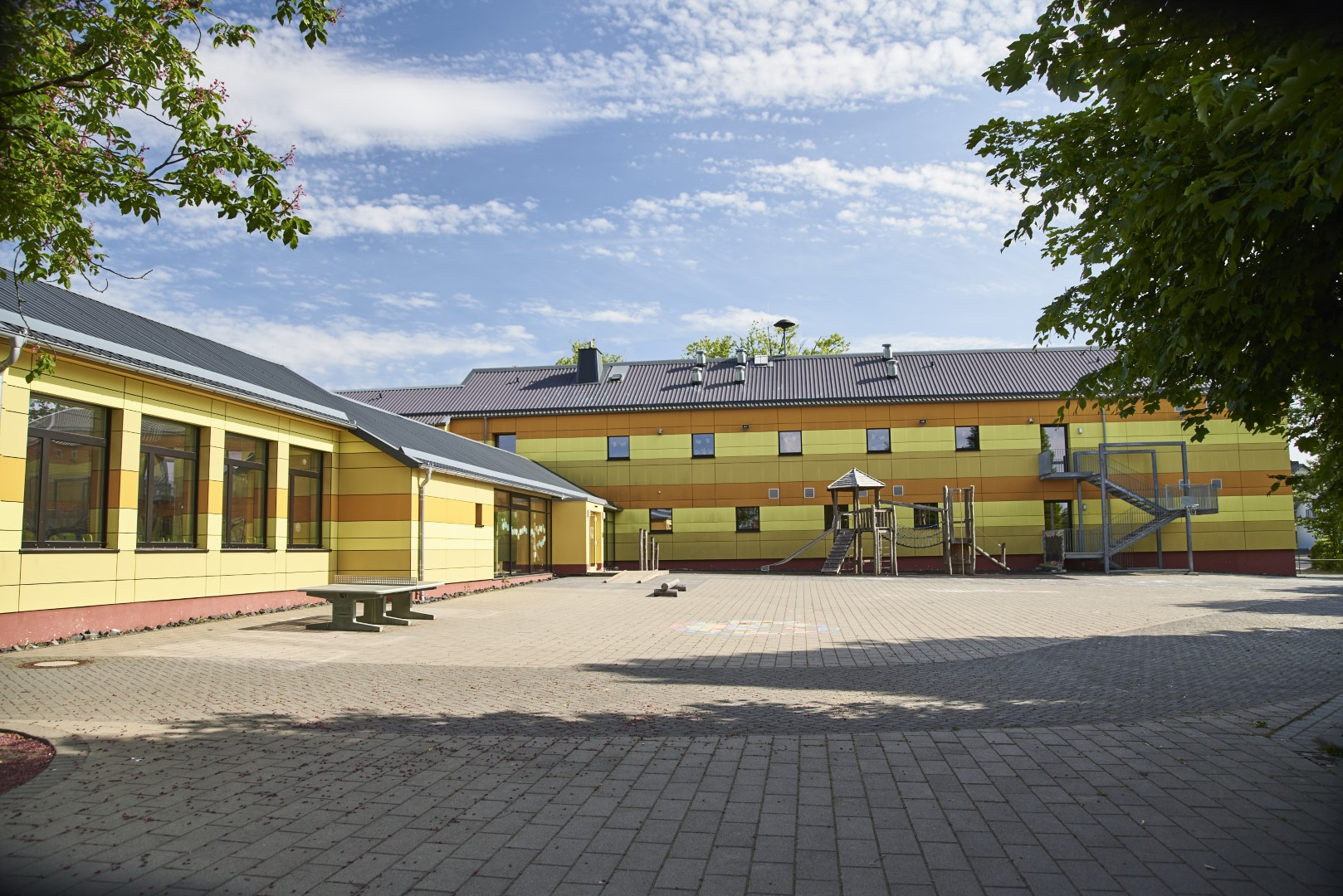
Grundschule „Hermann-Gmeiner-Schule“ Großmaischeid

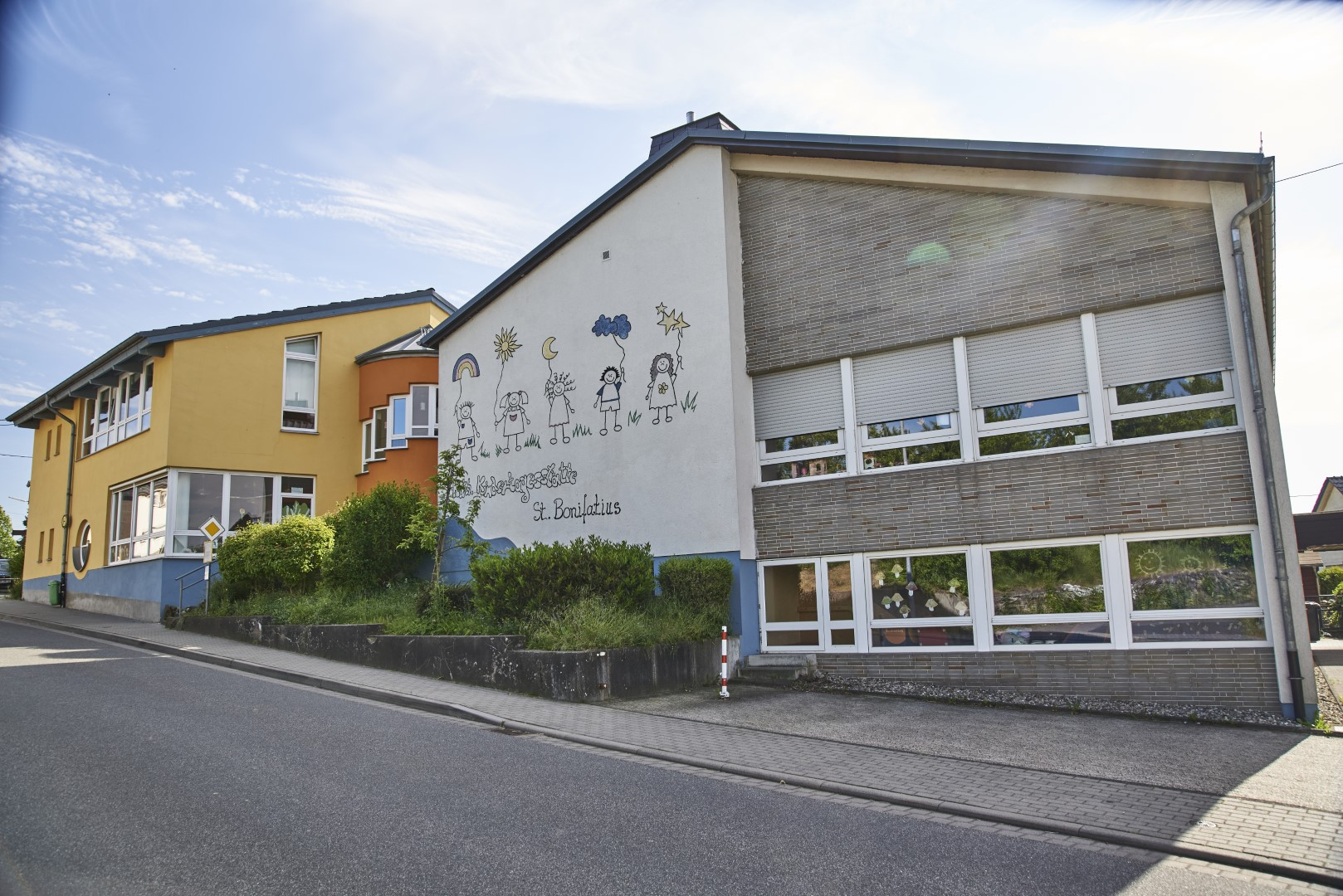
Katholische Kindertagesstätte „St. Bonifatius“

Die Lage von Großmaischeid in der Nähe des Oberzentrums Koblenz und des Mittelzentrums Neuwied, sowie zwischen den Ballungsräumen Köln/Düsseldorf und Frankfurt und die Verkehrsanbindung durch die A 3 mit eigener Anschlussstelle (AS Dierdorf) begünstigen die wirtschaftliche Entwicklung der Ortsgemeinde.
Besonders stark entwickeln konnte sich die kunststoffverarbeitende und metallverarbeitende Industrie, der Schattierungsbau und der Tourismus.

### Bildung
- Katholische Kindertagesstätte „St. Bonifatius“
- Grundschule Großmaischeid „Hermann-Gmeiner-Schule“

Weiterführende Schulen gibt es in der benachbarten Stadt Dierdorf („Martin-Butzer-Gymnasium“ und „Nelson-Mandela-Realschule plus“ (beide freiwillige Ganztagsschulen)).

### Verkehr
Der nächstgelegene ICE-Halt ist der Bahnhof Montabaur an der Schnellfahrstrecke Köln–Rhein/Main.

## Persönlichkeiten
- Marion Möhlich (* 1981), Schlagersängerin